# شوجار رودجرز
شوجار رودجرز (بالإنجليزية: Sugar Rodgers) مواليد 18 ديسمبر 1989 في سوفولك، هي لاعبة كرة سلة أمريكية. بدأت مسيرتها الاحترافية في سنة 2013. تم اختيارها من قبل فريق مينيسوتا لينكس خلال الدرافت. تلعب مع نيويورك ليبرتي في دوري الاتحاد الوطني لكرة السلة النسائية. وتحمل الرقم 14. فازت بلقب دوري المحترفات. لعبت مع مينيسوتا لينكس ونيويورك ليبرتي.

## روابط خارجية
- شوجار رودجرز على موقع الاتحاد الوطني لكرة السلة النسائية (الإنجليزية)
- شوجار رودجرز على موقع كرة السلة الأوروبية.كوم (الإنجليزية)
- شوجار رودجرز على موقع كلية كرة السلة في سبورتس رفرنس.كوم (الإنجليزية)
- شوجار رودجرز على موقع بروبوليرز (الإنجليزية)
- شوجار رودجرز على موقع سبورتس رفرنس (الإنجليزية)
- شوجار رودجرز على موقع سبورتس رفرنس (الإنجليزية)